# Kościół św. Rafała w Wilnie

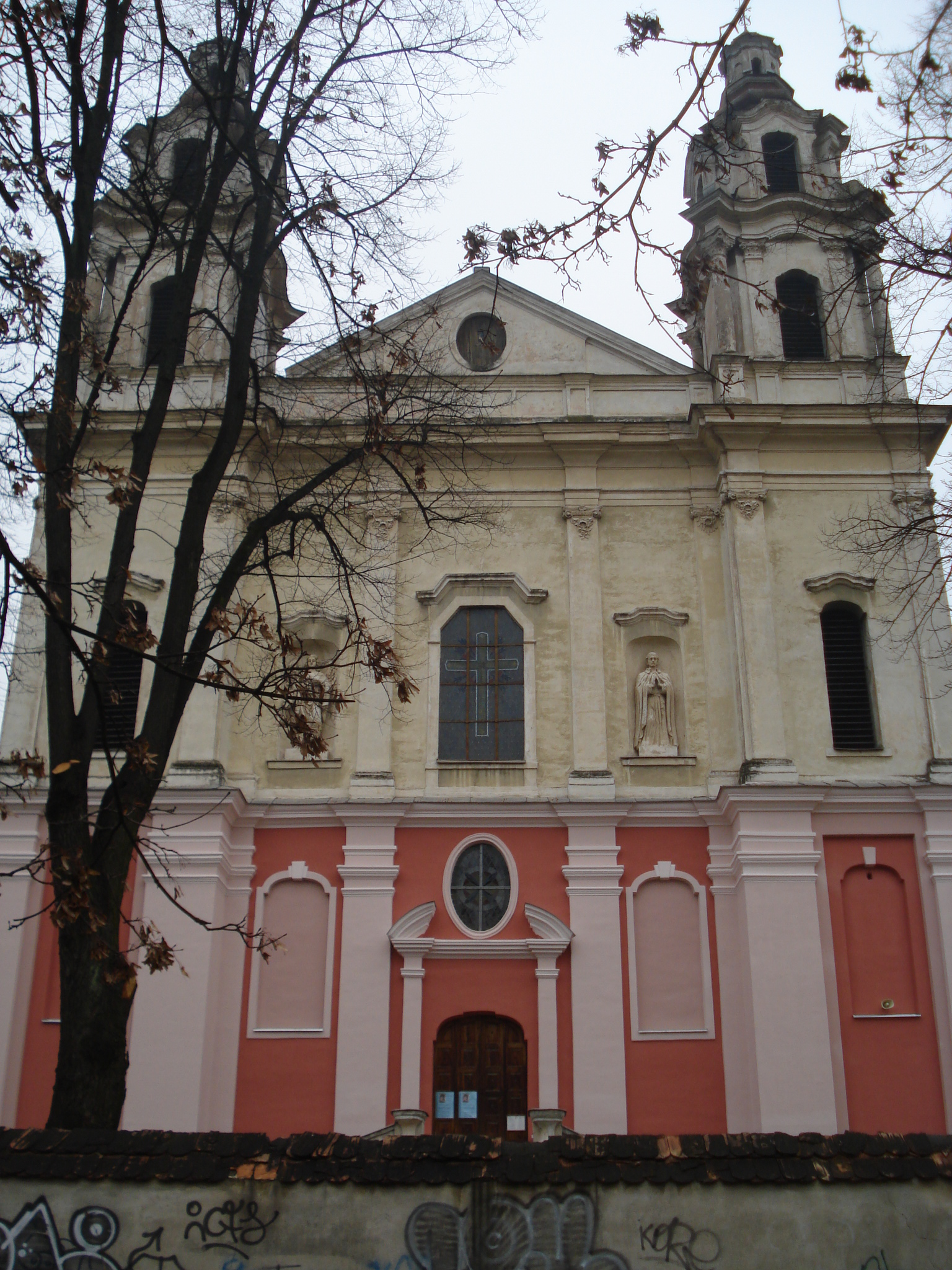
Fasada kościoła

Kościół św. Rafała Archanioła w Wilnie – kościół położony przy ulicy Snipiskiej 1 (lit. Šnipiškių g. 1) (przed 1945 – Wiłkomierskiej), w dzielnicy Śnipiszki, na prawym brzegu Wilii.

## Historia
Kościół został ufundowany w 1703 roku przez pisarza ziemskiego litewskiego Michała Koszyca dla zakonu jezuitów. Grunt ofiarowała i budowę wsparła rodzina Sapiehów. Z powodu wojen budowa opóźniała się i największe prace wykonano w latach 1715–1730. Kościół św. Rafała stał się tym samym czwartą świątynią jezuitów w Wilnie. Klasztor został ostatecznie ukończony w 1740.
W 1749 roku pożar uszkodził kościół, dlatego w 1751 roku podjęto kolejne prace nad wieżami i fasadą. Odróżniające się od wcześniejszych form kościoła, późnobarokowe dynamiczne zwieńczenia, zaprojektował przypuszczalnie Joannes Dyderszteyn. Kościół otrzymał też dziewięć rokokowych ołtarzy, w tym ołtarz główny, zaprojektowany prawdopodobnie przez Jana Krzysztofa Glaubitza. Architektoniczna kolumnada głównego ołtarza (12 kolumn) z czterema rokokowymi posągami aniołów po obu stronach obrazu, wypełnia całą przestrzeń prezbiterium. Obraz w ołtarzu głównym przedstawia św. Archanioła Rafała i został namalowany przypuszczalnie przez Szymona Czechowicza.
W 1773 roku, przed kasatą zakonu jezuitów, w konwencie żyło 26 zakonników. Po kasacie gmachy kościelne i klasztorne przejął zakon pijarów, którzy wkrótce sprzedali część klasztoru na koszary, a w pozostałej części do połowy XIX wieku prowadzili kolegium i drukarnię. W 1844 roku w związku z rozwiązaniem zakonu ich placówka została zamknięta. W 1792 roku przy kościele została erygowana parafia.
W czasie wojny Napoleona z Rosją w 1812 roku kościół został zniszczony przez wojska francuskie idące na Moskwę. W 1832 roku, po stłumieniu powstania listopadowego kościół został zamieniony na magazyn armii carskiej. Do użytku sakralnego przywrócono go w 1860 roku.
Podczas II wojny światowej został zbombardowany. 22 czerwca 1941 roku w czasie bombardowania miasta przez Niemców, bomba, która spadła na kościół przebiła sklepienie oraz posadzkę i wpadła do podziemi. Schroniło się tam wiele ludzi, m.in. ks. dr Wacław Siekierko, który wówczas zginął. Był on prefektem szkół średnich w Wilnie i obrońcą węzła małżeńskiego w Sądzie Arcybiskupim.
Po wojnie kościół uniknął tragicznego losu wielu innych świątyń katolickich w Wilnie i przetrwał do czasów współczesnych, mimo że poważniejsze prace restauratorskie przeprowadzono dopiero w 1975 roku Obecnie służy wiernym jako kościół lokalnej parafii św. Rafała.
Msze święte są w nim odprawiane w językach polskim i litewskim.

## Architektura
Kościół, mimo niewielkich rozmiarów, widoczny jest z daleka dzięki swemu usytuowaniu na pagórku nad Wilią, bez sąsiedztwa innych większych budynków.
Jest to barokowa, trzynawowa świątynia w typie bazyliki, bez wyodrębnionego prezbiterium. Ozdobę świątyni stanowią dwie wieże. Sklepienie kościoła jest beczkowe z lunetami, ozdabiane sztukateriami oraz malowidłami. Na ścianach są freski medalionów z obrazami świętych.

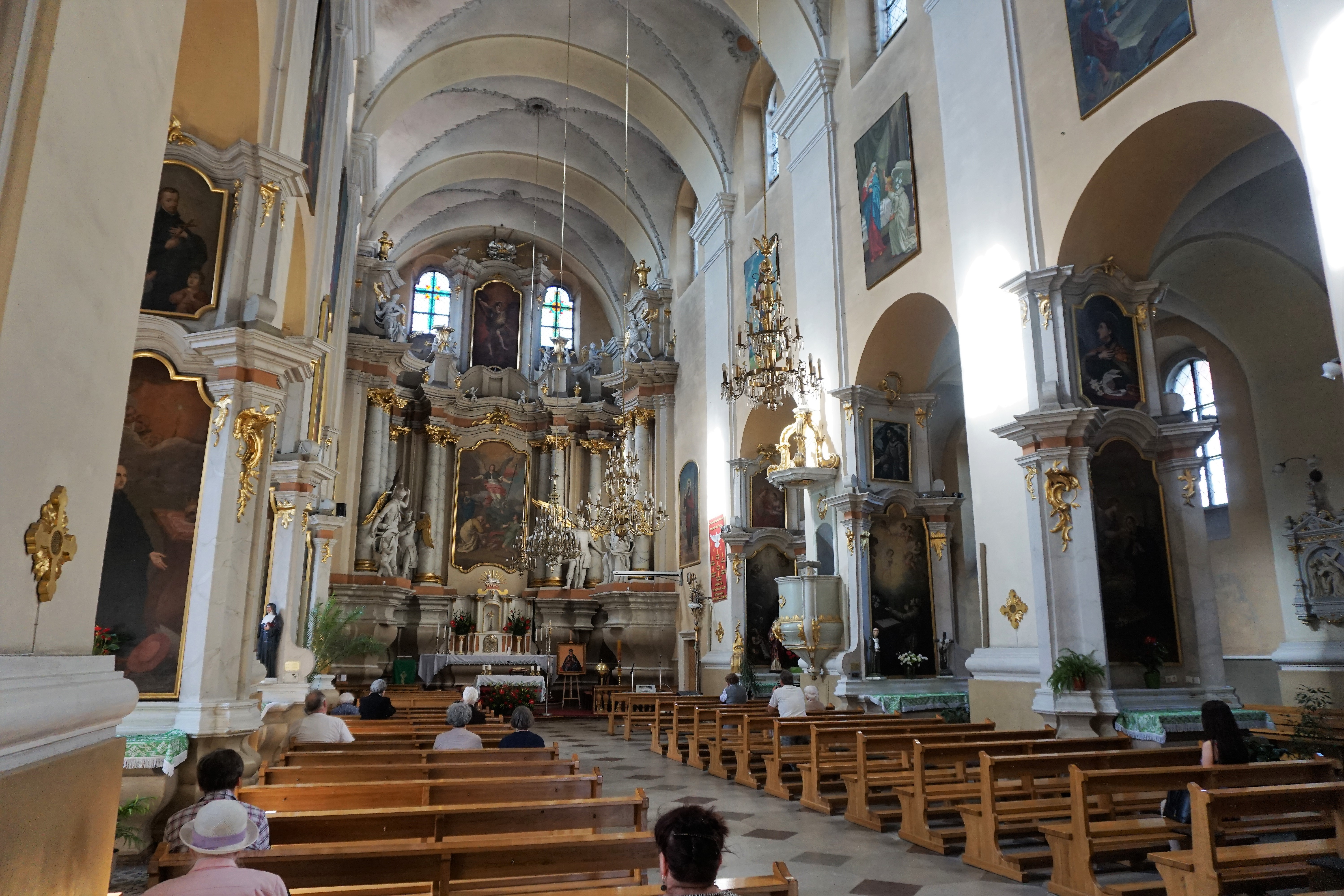
Wnętrze kościoła